# Arquidiócesis de Asunción
La arquidiócesis de Asunción, de la Santísima Asunción o de Nuestra Señora de la Asunción (en latín: Archidioecesis Sanctissimae Assumptionis) es una circunscripción eclesiástica de la Iglesia católica en Paraguay. Se trata de una arquidiócesis latina, sede metropolitana de la provincia eclesiástica de Asunción. Desde el 17 de febrero de 2022 su arzobispo es el cardenal Adalberto Martínez Flores.

## Territorio y organización
La arquidiócesis tiene 2582 km² y extiende su jurisdicción sobre los fieles católicos de rito latino residentes en el departamento Central y en el distrito capital de Paraguay.
La sede de la arquidiócesis se encuentra en la ciudad de Asunción, en donde se halla la Catedral de Nuestra Señora de la Asunción.
La arquidiócesis tiene como sufragáneas a las diócesis de: Benjamín Aceval, Caacupé, Caazapá, Canindeyú, Carapeguá, Ciudad del Este, Concepción, Coronel Oviedo, Encarnación, San Juan Bautista de las Misiones, San Lorenzo, San Pedro y Villarrica del Espíritu Santo.
En 2023 en la arquidiócesis existían 100 parroquias.
En Asunción existe la parroquia San Charbel de rito maronita. El 27 de mayo de 2015 Juan Habib Chamieh fue nombrado delegado de la Congregación para las Iglesias Orientales ad instar hierarchae loci (es decir, con facultad de ordinario) para los fieles maronitas residentes en Bolivia, Chile, Paraguay y Uruguay.

## Historia

### Diócesis
A partir de la capitulación del 21 de mayo de 1534 entre Pedro de Mendoza y el emperador Carlos I de España fue creada la gobernación de Nueva Andalucía como parte de un grupo de gobernaciones contratadas en que se dividió la exploración y conquista de la Sudamérica española iniciada por la Corona de Castilla. Su jurisdicción se extendía entre los océanos Atlántico y Pacífico 200 leguas hacia el sur desde la gobernación de Nueva Toledo asignada a Diego de Almagro, limitando al sur con la gobernación de Nueva León asignada originalmente a Simón de Alcazaba y Sotomayor. Tras el intento de Mendoza de establecer su gobernación, el 15 de agosto de 1537 fue fundada la ciudad de Asunción en el límite norte indefinido de la gobernación. 
Luego de que Mendoza muriera sin designar heredero, Carlos I firmó una capitulación con Álvar Núñez Cabeza de Vaca el 18 de marzo de 1540 para el mismo territorio, aunque la costa del Pacífico estaba siendo conquistada desde el Perú por Pedro de Valdivia. La diócesis del Río de la Plata, del Paraguay o de la Santísima Asunción fue erigida el 1 de julio de 1547 por bula del papa Paulo III desmembrando territorio nominal de la diócesis de Cuzco (hoy arquidiócesis del Cuzco). Se le adjudicó el territorio que en ese entonces estaba capitulado a Álvar Núñez Cabeza de Vaca y gobernado autónomamente por Domingo Martínez de Irala, de hecho correspondiente a la cuenca del Plata.
Originalmente sufragánea de la arquidiócesis de Lima, el 20 de julio de 1609 pasó a formar parte de la provincia eclesiástica de la arquidiócesis de La Plata o Charcas (hoy arquidiócesis de Sucre).
Luego de que en 1580 fuera refundada la ciudad de Buenos Aires, en 1617 se produjo la división de la primitiva gobernación del Río de la Plata en dos gobernaciones: la del Paraguay o Guayrá con sede en Asunción y la del Río de la Plata con sede en Buenos Aires, ubicada al sur del río Paraná. Por lo que el 6 de abril de 1620 cedió una porción de su territorio para la erección de la diócesis de la Santísima Trinidad del Puerto de Buenos Aires (hoy arquidiócesis de Buenos Aires), distribuyéndose ambas diócesis por sus respectivas gobernaciones.
Debido a que el rey Felipe III dispuso en dos reales cédulas de 1625 y 1626 agregar a la gobernación del Río de la Plata los territorios de las misiones jesuíticas del Paraná y del Paraguay, en 1648 se fijó el río Paraná como límite de ambas diócesis rioplatenses. Sin embargo, como el obispo del Paraguay asistía a los pueblos misioneros de su lado del río Paraná, una real cédula de 11 de febrero de 1724 encargó a los obispos de Asunción y de Buenos Aires que arreglasen los límites jurisdiccionales entre ambas gobernaciones y obispados de acuerdo a las erecciones de las iglesias y a la posesión y costumbre en que estuviesen. Los obispos designaron a los sacerdotes José Insaurralde y Anselmo de la Mata, quienes en el pueblo de Candelaria, el 8 de junio de 1727, pronunciaron un laudo que asignó al Paraguay las áreas bañadas por las vertientes del río Paraná y al Río de la Plata las áreas bañadas por las del río Uruguay.
El 5 de marzo de 1865 se convirtió en sufragánea de la arquidiócesis de Buenos Aires.
El 21 de diciembre de 1868 el obispo Manuel Antonio Palacios habría sido fusilado tras ser acusado de alta traición por el presidente Francisco Solano López y luego de arrancarle una confesión bajo tortura. Sin embargo, según afirmaciones realizadas por la Conferencia Episcopal Paraguaya con base en investigaciones en 1981, el episodio es "poco claro" y está envuelto en enigmas, por lo que no creen poder afirmar qué fue lo que ocurrió en realidad, más allá de que dicho episodio "no desvirtúa el profundo compromiso de la Iglesia y del propio Obispo con su pueblo", pues durante Guerra de la Triple Alianza fue "la propaganda del vencedor" que se impuso sobre el "cadáver del vencido". Se ha afirmado recientemente que el supuesto "fusilamiento del Obispo Palacios por órdenes del Mariscal López" fue un invento de los "porteñistas" encabezados por el general Bartolomé Mitre para mantener al obispado de Asunción bajo la recientemente creada arquidiócesis de Buenos Aires, lo que sería el "primer paso" para anexar a todo el Paraguay bajo la República Argentina y que los supuestos documentos que probarían el "proceso contra el Obispo Palacios" habrían sido apócrifos inventados por Juan Silvano Godoi, un paraguayo muy alineado a los intereses "mitristas".
Al finalizar la guerra de la Triple Alianza, en 1870 Argentina anexó y comenzó a ocupar las actuales provincia de Misiones, Chaco, Formosa y el noreste de la de Corrientes, por lo que esos sectores quedaron de hecho dentro del territorio de la diócesis de Paraná (hoy arquidiócesis de Paraná) y fueron adjudicados a la diócesis de Santa Fe el 15 de febrero de 1897 (hoy arquidiócesis de Santa Fe de la Vera Cruz) mediante la bula In Petri Cathedra del papa León XIII; y a la diócesis de Corrientes el 3 de febrero de 1910 (hoy arquidiócesis de Corrientes) mediante una bula del papa Pío X.

### Arquidiócesis
El 1 de mayo de 1929, en virtud de la bula Universi Dominici del papa Pío XI, cedió otras porciones de territorio para la erección de las diócesis de Concepción y Chaco (hoy diócesis de Concepción en Paraguay) y de Villarica (hoy diócesis de Villarrica del Espíritu Santo) y al mismo tiempo fue elevada al rango de arquidiócesis metropolitana con su nombre actual. Su primer arzobispo fue Juan Sinforiano Bogarín.
El 19 de enero de 1957 cedió una porción de su territorio para la erección de la diócesis de San Juan Bautista de las Misiones mediante a bula Qui mandatum accepimus del papa Pío XII.
El 2 de agosto de 1960 cedió una porción de su territorio para la erección de la prelatura territorial de Caacupé (hoy diócesis de Caacupé) mediante  la bula Qui aeque ac Sanctus Petrus del papa Juan XXIII.
El 5 de junio de 1978 cedió una porción de su territorio para la erección de la diócesis de Carapeguá mediante la bula Qui superno consilio del papa Pablo VI.
El 18 de mayo de 2000 cedió otra porción de su territorio para la erección de la diócesis de San Lorenzo mediante la bula Magno perfundimur del papa Juan Pablo II.
El 22 de marzo de 2025 el papa Francisco erigió la diócesis de Caazapá, haciéndola sufragánea de Asunción.

## Estadísticas
Según el Anuario Pontificio 2024 la arquidiócesis tenía a fines de 2023 un total de 1 864 900 fieles bautizados.
| Año                                                                             | Población            | Población | Población      | Sacerdotes | Sacerdotes    | Sacerdotes    | Bautizados por sacerdote | Diáconos permanentes | Religiosos | Religiosos | Parroquias |
| Año                                                                             | Bautizados católicos | Total     | % de católicos | Total      | Clero secular | Clero regular | Bautizados por sacerdote | Diáconos permanentes | Varones    | Mujeres    | Parroquias |
| ------------------------------------------------------------------------------- | -------------------- | --------- | -------------- | ---------- | ------------- | ------------- | ------------------------ | -------------------- | ---------- | ---------- | ---------- |
| 1950                                                                            | 695 000              | 700 000   | 99.3           | 114        | 44            | 70            | 6096                     |                      | 70         | 180        | 44         |
| 1959                                                                            | 686 000              | 712 000   | 96.3           | 148        | 73            | 75            | 4635                     |                      | 112        | 293        | 48         |
| 1966                                                                            | 501 880              | 550 880   | 91.1           | 205        | 77            | 128           | 2448                     |                      | 125        | 310        | 49         |
| 1968                                                                            | 501 880              | 550 880   | 91.1           | 86         | 86            |               | 5835                     |                      |            |            | 48         |
| 1976                                                                            | 672 165              | 746 850   | 90.0           | 185        | 71            | 114           | 3633                     |                      | 212        | 409        | 69         |
| 1980                                                                            | 735 764              | 817 516   | 90.0           | 203        | 63            | 140           | 3624                     |                      | 209        | 460        | 66         |
| 1990                                                                            | 1 164 318            | 1 293 687 | 90.0           | 239        | 74            | 165           | 4871                     |                      | 332        | 572        | 79         |
| 1999                                                                            | 919 000              | 1 483 000 | 62.0           | 101        | 71            | 30            | 9099                     | 45                   | 213        | 568        | 73         |
| 2000                                                                            | 1 100 000            | 1 348 951 | 81.5           | 120        | 53            | 67            | 9166                     | 34                   | 398        | 647        | 60         |
| 2001                                                                            | 774 000              | 1 602 173 | 48.3           | 354        | 136           | 218           | 2186                     | 51                   | 456        | 1.386      | 73         |
| 2002                                                                            | 1 365 000            | 2 825 000 | 48.3           | 359        | 141           | 218           | 3802                     | 51                   | 465        | 1.438      | 83         |
| 2003                                                                            | 1 350 000            | 1 500 000 | 90.0           | 676        | 139           | 537           | 1997                     | 51                   | 726        | 1.423      | 72         |
| 2004                                                                            | 1 350 000            | 1 500 000 | 90.0           | 661        | 124           | 537           | 2042                     | 57                   | 679        | 1.423      | 72         |
| 2006                                                                            | 1 419 000            | 1 577 000 | 90.0           | 665        | 128           | 537           | 2133                     | 64                   | 782        | 1.447      | 64         |
| 2012                                                                            | 1 585 000            | 1 750 000 | 90.6           | 231        | 61            | 170           | 6861                     | 65                   | 408        | 485        | 76         |
| 2015                                                                            | 1 664 000            | 1 839 000 | 90.5           | 251        | 81            | 170           | 6629                     | 96                   | 564        | 480        | 76         |
| 2018                                                                            | 1 743 490            | 1 927 010 | 90.5           | 376        | 81            | 295           | 4636                     | 96                   | 677        | 480        | 97         |
| 2020                                                                            | 1 793 870            | 1 982 670 | 90.5           | 376        | 81            | 295           | 4770                     | 130                  | 767        | 515        | 97         |
| 2022                                                                            | 1 841 000            | 2 037 000 | 90.4           | 374        | 79            | 295           | 4922                     | 141                  | 797        | 460        | 100        |
| 2023                                                                            | 1 864 900            | 2 063 480 | 90.4           | 374        | 79            | 295           | 4986                     | 144                  | 797        | 515        | 100        |
| Fuente: Catholic-Hierarchy, que a su vez toma los datos del Anuario Pontificio. |                      |           |                |            |               |               |                          |                      |            |            |            |

## Episcopologio

### Obispos de Asunción
- Juan de los Barrios, O.F.M. † (1 de julio de 1547-2 de abril de 1552 nombrado obispo de Santa Marta) (obispo electo)

- Pedro de la Torre, O.F.M. † (27 de agosto de 1554-1573 falleció)
- Alonso Guerra, O.P. † (6 de febrero de 1579-17 de marzo de 1592 nombrado obispo de Michoacán)
  - Sede vacante (1592-1596)
  - Tomás Vázquez Liaño † (18 de diciembre de 1596-28 de diciembre de 1599 falleció) (obispo electo)[17]
  - Baltasar de Cobarrubias y Muñoz, O.S.A. † (10 de septiembre de 1601-13 de enero de 1603 nombrado obispo de Nueva Cáceres) (obispo electo)[nota 3][18]
- Martín Ignacio de Loyola † (19 de noviembre de 1601-9 de junio de 1606 falleció)
  - Sede vacante (1606-1615)
  - Reginaldo de Lizárraga, O.P. † (20 de julio de 1609-10 de noviembre de 1609 falleció) (obispo electo)
- Lorenzo Pérez de Grado † (16 de septiembre de 1615-18 de marzo de 1619 nombrado obispo de Cuzco)
- Tomás de la Torre Gibaja, O.P. † (30 de marzo de 1620-11 de diciembre de 1628 nombrado obispo del Tucumán)
- Cristóbal de Aresti Martínez de Aguilar, O.S.B. † (12 de febrero de 1629-3 de diciembre de 1635 nombrado obispo de Buenos Aires)
  - Francisco de la Serna, O.S.A. † (17 de diciembre de 1635-25 de agosto de 1637 nombrado obispo de Popayán) (obispo electo)[19]
  - Sede vacante (1637-1640)
- Bernardino de Cárdenas Ponce, O.F.M. † (13 de agosto de 1640-7 de junio de 1666 nombrado obispo de Santa Cruz de la Sierra)
- Gabriel Guillestiguí, O.F.M. † (15 de diciembre de 1666-1 de septiembre de 1670 nombrado obispo de La Paz)
  - Sede vacante (1670-1674)
  - Ferdinando de Valcácer † (16 de mayo de 1672-? falleció) (obispo electo)[17]
- Faustino de Casas, O. de M. † (17 de diciembre de 1674-2 de agosto de 1686 falleció)
  - Sede vacante (1686-1693)
  - Sebastián de Pastrana, O. de M. † (24 de agosto de 1693-4 de noviembre de 1700 falleció) (obispo electo)[17]
- Pedro Díaz Durana y Uriarte † (10 de marzo de 1704-1718 falleció)
- Martín de Sarricolea y Olea † (1718 por sucesión-1723? falleció)
- José de Palos, O.F.M. † (circa 1723 por sucesión-7 de abril de 1738 falleció)
- José Cayetano Paravicino, O.F.M. † (16 de noviembre de 1738-4 de septiembre de 1747 nombrado obispo de Trujillo)
- José Fernando Pérez de Oblitas † (4 de septiembre de 1747-7 de abril de 1756 nombrado obispo de Santa Cruz de la Sierra)
- Manuel Antonio de la Torre † (24 de mayo de 1756-14 de junio de 1762 nombrado obispo de Buenos Aires)
- Manuel López de Espinoza † (20 de diciembre de 1762-1772 falleció)
- Juan José de Priego y Caro, O.P. † (14 de diciembre de 1772-1779 falleció)
- Luis Velasco y Maeda, O.F.M. † (12 de julio de 1779-15 de junio de 1792 falleció)
  - Sede vacante (1792-1797)
- Lorenzo Suarez de Cantillana † (18 de diciembre de 1797-22 de enero de 1799 falleció) 
  - Sede vacante (1799-1802)
- Nicolás Videla del Pino † (9 de agosto de 1802-23 de marzo de 1807 nombrado obispo de Salta)
- Pedro García Panés, O.F.M. † (23 de marzo de 1807-13 de octubre de 1838 falleció)
  - Sede vacante (1838-1845)
- Basilio Antonio López, O.F.M. † (22 de julio de 1844-16 de enero de 1859 falleció)
- Juan Gregorio Urbieta † (23 de marzo de 1860-17 de enero de 1865 falleció)
- Manuel Antonio Palacios † (31 de enero de 1865 por sucesión-21 de diciembre de 1868 falleció)[nota 4]
  - Sede vacante (1868-1879)
- Pedro Juan Aponte † (24 de julio de 1879-14 de septiembre de 1891 falleció)

### Arzobispos de Asunción
- - Sede vacante (1891-1894)
- Juan Sinforiano Bogarín † (21 de septiembre de 1894-25 de febrero de 1949 falleció)
- Juan José Aníbal Mena Porta † (25 de febrero de 1949 por sucesión-16 de junio de 1970 retirado[nota 5])
- Ismael Blas Rolón Silvero, S.D.B. † (16 de junio de 1970-20 de mayo de 1989 retirado)
- Felipe Santiago Benítez Ávalos † (20 de mayo de 1989-15 de junio de 2002 retirado)
- Eustaquio Pastor Cuquejo Verga, C.SS.R. (15 de junio de 2002-6 de noviembre de 2014 retirado)
- Edmundo Ponziano Valenzuela Mellid, S.D.B. (6 de noviembre de 2014 por sucesión-17 de febrero de 2022 retirado)
- Adalberto Martínez Flores, desde el 17 de febrero de 2022